# Webster Campbell
Webster Campbell, nato William Webster Campbell (Kansas City, 25 gennaio 1893 – Liberty, 28 agosto 1972), è stato un attore, regista e sceneggiatore statunitense che lavorò nel cinema all'epoca del muto, lasciando la carriera all'avvento del sonoro.

## Filmografia

### Attore
- The Secret Marriage, regia di Wilbert Melville - cortometraggio (1914)
- The Game of Politics - cortometraggio (1914)
- The Death Warrant - cortometraggio (1914)
- The Wharf Rats, regia di Scott Sidney - cortometraggio (1914)
- A Girl of the Cafés, regia di Leon De La Mothe (1914) - cortometraggio (1914)
- From Out of the Dregs, regia di Scott Sidney - cortometraggio (1914)
- The Feud at Beaver Creek, regia di George Osborne - cortometraggio (1914)
- The Cross of Crime, regia di Leon De La Mothe - cortometraggio (1914)
- The Lure of the Car Wheels - cortometraggio (1914)
- The Downward Path, regia di Wilbert Melville - cortometraggio (1914)
- The Defaulter, regia di Raymond B. West (1914) - cortometraggio
- The Old Love's Best, regia di Scott Sidney - cortometraggio (1914)
- A Tragedy of the North Woods, regia di Walter Edwards - cortometraggio (1914)
- Parson Larkin's Wife, regia di Scott Sidney - cortometraggio (1914)
- The Word of His People, regia di Jay Hunt - cortometraggio (1914)
- The Golden Goose
- L'amico fedele
- The Trap, regia di Paul Powell - cortometraggio (1914)
- Not of the Flock, regia di Scott Sidney - cortometraggio (1914)
- Brass Buttons, regia di William Desmond Taylor - cortometraggio (1914)
- Love Knows No Law, regia di Frank Cooley - cortometraggio (1914)
- A Confidence Game, regia di William H. Clifford, Thomas H. Ince - cortometraggio (1914)
- Mother Hulda, regia di Raymond B. West - cortometraggio (1915)
- A Girl and Two Boys, regia di Frank Cooley (1915)
- A Question of Conscience, regia di Paul Powell - cortometraggio (1915)
- Silence, regia di Henry Otto - cortometraggio (1915)
- Which Would You Rather Be?, regia di Frank Cooley - cortometraggio (1915)
- The Constable's Daughter, regia di Frank Cooley - cortometraggio (1915)
- The First Stone, regia di Frank Cooley - cortometraggio (1915)
- In the Background, regia di Paul Powell - cortometraggio 1915
- The Once Over, regia di Frank Cooley - cortometraggio (1915)
- Persistence Wins, regia di Frank Cooley - cortometraggio (1915)
- The Accusing Pen, regia di Shannon Fife, Paul Powell - cortometraggio (1915)
- Oh, Daddy!, regia di Frank Cooley - cortometraggio (1915)
- No Quarter, regia di Frank Cooley - cortometraggio (1915)
- Dreams Realized, regia di Frank Cooley - cortometraggio (1915)
- Life's Staircase, regia di Frank Cooley - cortometraggio (1915)
- What Money Will Do - cortometraggio (1915
- Naughty Henrietta, regia di Frank Cooley - cortometraggio (1915)
- The Stay-at-Homes, regia di Archer MacMackin - cortometraggio (1915)
- Little Chrysanthemum - cortometraggio (1915)
- The Redemption of the Jasons, regia di Archer MacMackin - cortometraggio (1915)
- The Mollycoddle, regia di Archer MacMackin - cortometraggio (1915)
- A Deal in Diamonds, regia di Frank Cooley - cortometraggio (1915)
- The Guy Upstairs, regia di Archer MacMackin - cortometraggio (1915)
- Applied Romance, regia di Archer MacMackin - cortometraggio (1915)
- Some Chicken, regia di David Smith - cortometraggio (1916)
- Miss Adventure, regia di William Wolbert - cortometraggio (1916)
- The Rich Idler, regia di David Smith - cortometraggio (1916)
- Curfew at Simpton Center, regia di William Wolbert - cortometraggio (1916)
- The Yellow Girl, regia di Edgar Keller - cortometraggio (1916)
- A Fool and His Friend, regia di William Wolbert - cortometraggio (1916)
- Through the Wall, regia di Rollin S. Sturgeon  (1916)
- The Game That Failed, regia di William Wolbert - cortometraggio (1916)
- The Evil Eye, regia di George Melford (1917)
- The Mystery of Lake Lethe, regia di Rollin S. Sturgeon (1917)
- Satan's Private Door, regia di J. Charles Haydon (1917)
- The Five Dollar Bill, regia di Lawrence C. Windom - cortometraggio (1917)
- The Clock Struck One, regia di Lawrence C. Windom - cortometraggio (1917)
- Local Color, regia di Harry Beaumont (1917) - cortometraggio
- Transgression, regia di Paul Scardon (1917)
- The Love Doctor, regia di Paul Scardon (1917)
- The Fettered Woman, regia di Tom Terriss (1917)
- The Renaissance at Charleroi, regia di Thomas R. Mills (1917)
- The Count and the Wedding Guest, regia di Martin Justice - cortometraggio (1918)
- The Girl of Today, regia di John S. Robertson (1918)
- The Tower of Jewels, regia di Tom Terriss (1919)[1]
- Human Collateral, regia di Lawrence C. Windom (1920)
- Deadline at Eleven, regia di George Fawcett (1920)
- The Sea Rider, regia di Edwin L. Hollywood (1920)
- Babs, regia di Edward H. Griffith (1920)
- Il segreto della segretaria (The Pleasure Seekers), regia di George Archainbaud (1920)
- It Isn't Being Done This Season, regia di George L. Sargent (1921)
- A False Alarm
- The Love Racket, regia di William A. Seiter (1929)
- In the Next Room, regia di Edward F. Cline (1930)

### Sceneggiatore
- The Woodman's Daughter, regia di Fred Huntley - cortometraggio (1913)
- The Way of Life, regia di Hardee Kirkland - cortometraggio (1913)
- A Girl and Two Boys, regia di Frank Cooley - cortometraggio (1915)
- Which Would You Rather Be?, regia di Frank Cooley - cortometraggio (1915)
- Oh, Daddy!, regia di Frank Cooley - cortometraggio (1915)
- The Courting of Prudence, regia di Harry A. Pollard - cortometraggio (1914)
- The Problem, regia di Harry A. Pollard - cortometraggio (1915)

### Regista
- Bright Lights of Broadway (1923)